# 曼海姆水塔

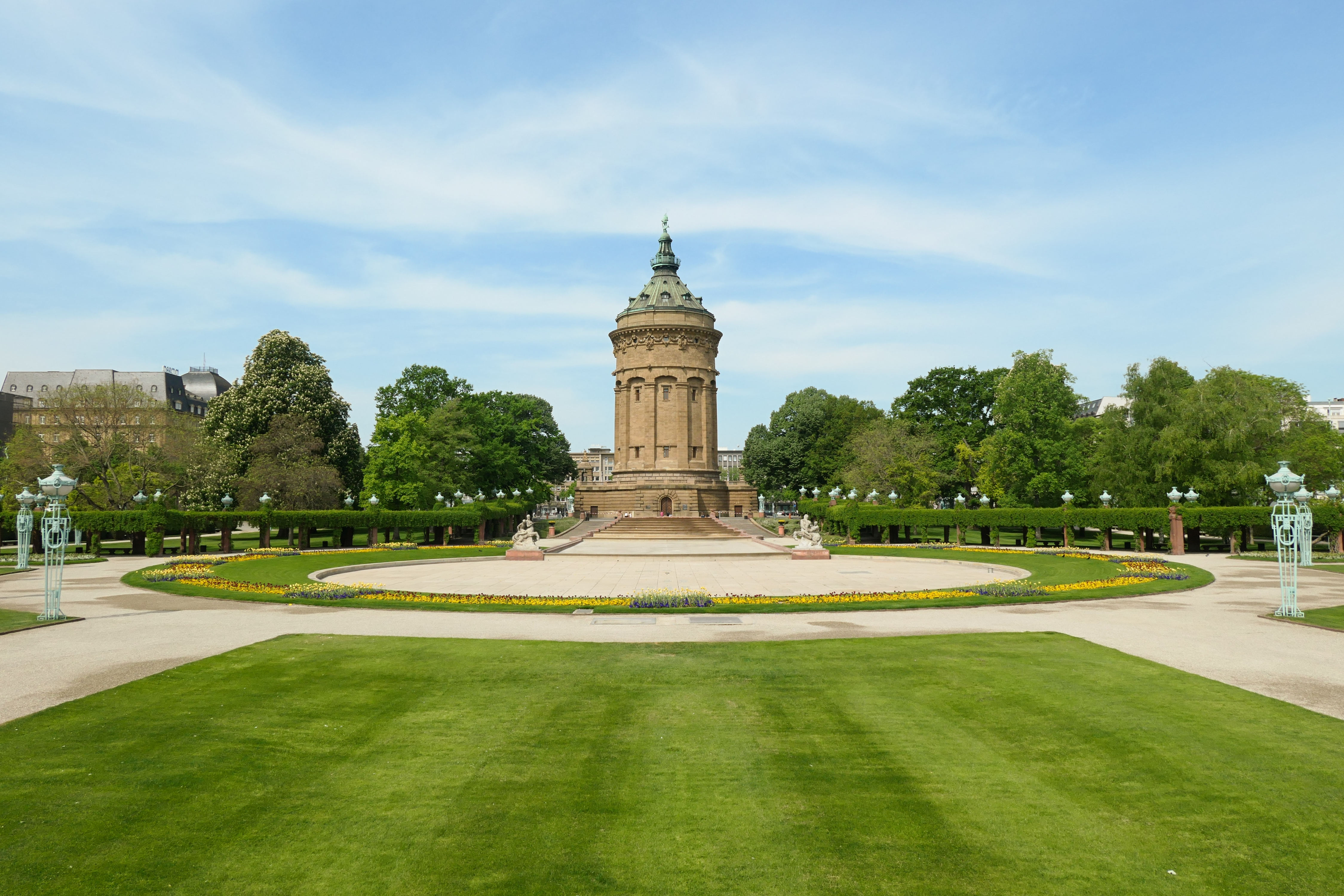

曼海姆水塔（德語：Mannheimer Wasserturm）是位於德國城市曼海姆的一座水塔，也是曼海姆的地標之一。

## 历史
曼海姆水塔修建於1886年至1889年，高60米，直徑19米。曼海姆水塔直到2000年為止都承擔供應曼海姆生活用水的任務。

## 外部連結
- Projektindex Wasserturm Mannheim （页面存档备份，存于）, Architekturmuseum Technische Universität Berlin